# Montmort
Montmort település Franciaországban, Saône-et-Loire megyében. Lakosainak száma 186 fő (2022. január 1.). Montmort Charbonnat, La Boulaye, Cuzy, Issy-l’Évêque, Sainte-Radegonde és Toulon-sur-Arroux községekkel határos.

## Népesség
A település népességének változása:
| Lakosok száma | 203  | 186  | 185  | 177  | 180  | 183  | 186  | 185  | 186  |
|               | 2013 | 2015 | 2016 | 2017 | 2018 | 2019 | 2020 | 2021 | 2022 |